# Jean Renoir

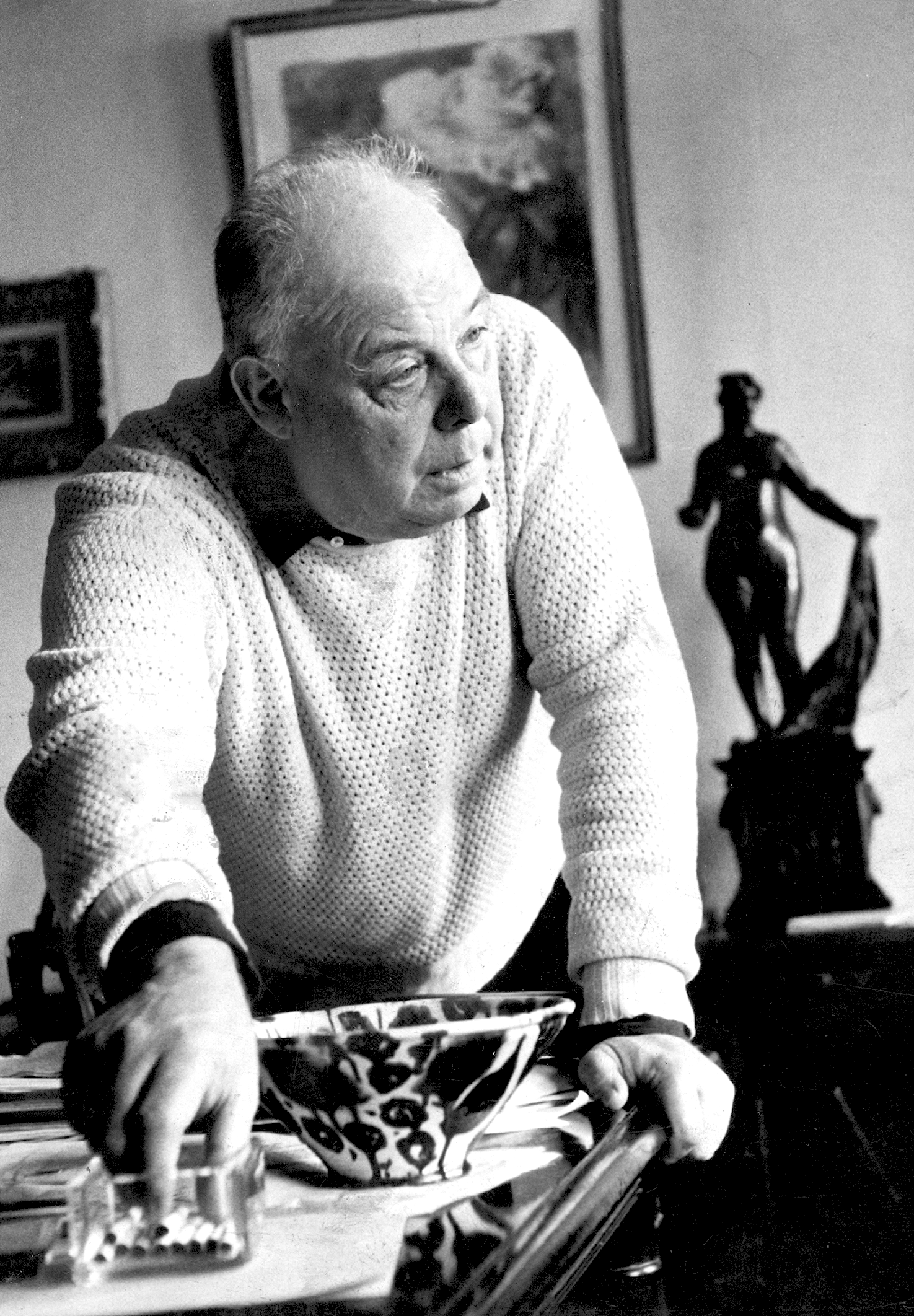
Jean Renoir (1959)

Jean Renoir (* 15. September 1894 in Montmartre (Paris), Frankreich; † 12. Februar 1979 in Beverly Hills, Kalifornien, USA) war ein französischer Filmregisseur, Drehbuchautor und Schauspieler.  Jean Renoir schuf als Vertreter des Poetischen Realismus der 1930er-Jahre im französischen Film bedeutende Filmklassiker wie Die große Illusion und Die Spielregel. Bei einer Umfrage des Magazins Sight & Sound unter Filmkritikern wurde Renoir auf Platz 4 der größten Regisseure aller Zeiten gewählt. Im Jahre 1975 wurde Renoir mit einem Ehrenoscar für sein Lebenswerk ausgezeichnet.

## Leben

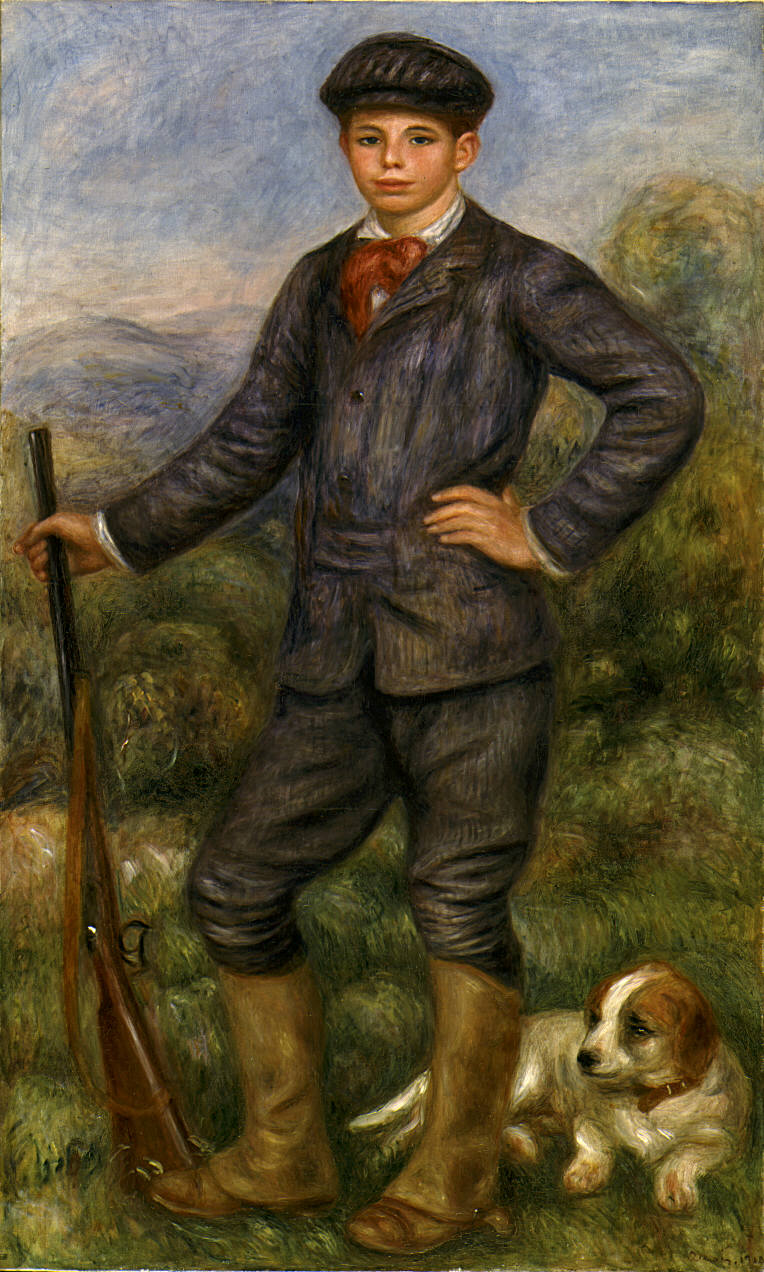
Jean Renoir als Jäger auf einem Gemälde seines Vaters Pierre-Auguste Renoir (1910)

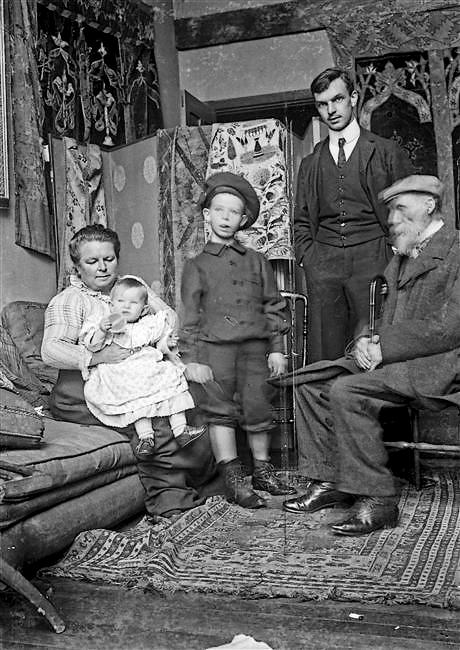
Jean Renoir (in der Bildmitte) als Junge im Rahmen seiner Familie, ca. 1902–1903

Jean Renoir war der zweite Sohn von Aline Victorine Charigot und dem Maler Pierre-Auguste Renoir. Sein Bruder war der Schauspieler Pierre Renoir, sein Neffe der Kameramann Claude Renoir.
Als Kind lebte Jean Renoir in Südfrankreich, wo er und die anderen Familienmitglieder bevorzugte Modelle der Malkunst seines Vaters wurden. Der finanzielle Erfolg des Vaters stellte sicher, dass Jean als junger Mann auf den besten Schulen erzogen werden konnte. Die Ausbildung wurde allerdings durch den Ersten Weltkrieg beendet. Jean Renoir ging zur französischen Armee und wurde Kampfpilot. Nach dem Ersten Weltkrieg arbeitete er als Keramikkünstler, wurde aber von der Entwicklung des Films angezogen, insbesondere von den Arbeiten von D. W. Griffith und Charlie Chaplin.
1924 führte er zum ersten Mal Regie. In sechs Filmen bis 1928 trat seine damalige Frau Catherine Hessling auf, die er 1915 als letztes Modell seines Vaters kennengelernt und 1920 geheiratet hatte. 1937 entstand der Film, den viele als seine – neben La règle du jeu (1939) – beste Arbeit ansehen: La grande illusion. In Deutschland wurde der Film von Joseph Goebbels als französische Propaganda verboten, ebenso von Benito Mussolini in Italien, nachdem der Film auf dem Filmfestival von Venedig einen Preis erhalten hatte. Es folgte als weiterer Kinoerfolg Bestie Mensch nach einem Roman von Émile Zola mit dem sehr populären Jean Gabin in der Hauptrolle. Mit diesen Filmen gehört Jean Renoir zu den Vertretern des Poetischen Realismus und hatte großen Einfluss auf den italienischen Neorealismus der Nachkriegsjahre.
Im Zweiten Weltkrieg trat der 45-jährige Renoir dem Filmservice der französischen Armee bei. Nach der deutschen Invasion und Besetzung (1940) floh er aus Frankreich in die Vereinigten Staaten, wo er nun in Hollywood arbeitete. 1943 war er Regisseur und Produzent des antifaschistischen Propagandafilms This Land Is Mine mit Maureen O’Hara und Charles Laughton. Zwei Jahre später machte er The Southerner, den Film, der von vielen als seine beste Arbeit in Amerika angesehen wird und für den er für den Regie-Oscar nominiert wurde. Gleichsam von entscheidender Bedeutung für Renoirs amerikanisches Werk sind die weniger bekannten Filme In den Sümpfen (1941) und Tagebuch einer Kammerzofe (1946). Die Frau am Strand (1947), sein letzter amerikanischer Film, war ein kommerzieller Misserfolg und blieb auch in späteren Jahren bei der Kritik umstritten. Die vielleicht bemerkenswerteste Produktion in Renoirs Spätzeit war Dejeuner sur l’herbe (1959). Komplett auf dem letzten Anwesen seines Vaters in Südfrankreich gedreht, entwickelt der Film eine quasi pantheistische Natursicht im Spannungsfeld der kommenden Wissens- und Informationsgesellschaft.
1962 schrieb Jean Renoir eine Biographie mit dem Titel Renoir, mein Vater. 1964 wurde er in die American Academy of Arts and Sciences gewählt. 1975 erhielt er einen Oscar für sein Lebenswerk, und im gleichen Jahr wurde eine Retrospektive seiner Arbeit im National Film Theatre in London gezeigt. 1977 wurde er von der französischen Regierung mit dem Kreuz der Ehrenlegion ausgezeichnet.
Am 12. Februar 1979 starb Renoir im Alter von 84 Jahren in Beverly Hills. Sein Leichnam wurde von den USA nach Frankreich überführt, wo er neben den Gräbern seiner Familie auf dem Friedhof von Essoyes (Département Aube) bestattet wurde.

## Filmografie
| Platz | Film               |
| ----- | ------------------ |
| 4     | Die Spielregel     |
| 44    | Die große Illusion |
| 126   | Eine Landpartie    |
| 172   | Der Strom          |

- 1924: Une vie sans joie Regie zusammen mit Albert Dieudonné
- 1925: Die Tochter des Wassers (La Fille de l’Eau)
- 1926: Nana
- 1927: Sur un air de Charleston
- 1928: Das kleine Mädchen mit den Schwefelhölzern (La Petite marchande d’allumettes)
- 1928: Der Drückeberger (Tire-au-flanc)
- 1928: Le Tournoi dans la Cité
- 1929: Le Bled
- 1931: On purge bébé
- 1931: Die Hündin (La Chienne)
- 1932: Chotard & Co. (Chotard et Cie)
- 1932: La Nuit du carrefour
- 1932: Boudu – aus den Wassern gerettet (Boudu sauvé des eaux)
- 1933: Madame Bovary
- 1935: Toni
- 1936: Eine Landpartie (Une partie de campagne)
- 1936: Das Verbrechen des Herrn Lange (Le Crime de Monsieur Lange)
- 1936: Das Leben gehört uns (La Vie est à nous)
- 1936: Nachtasyl (Les Bas-fonds)
- 1937: Die große Illusion (La grande illusion)
- 1938: Die Marseillaise (La Marseillaise)
- 1938: Bestie Mensch (La Bête Humaine)
- 1939: Die Spielregel (La Règle du jeu)
- 1940: Tosca (ungenannt, nur erste Drehtage)
- 1941: In den Sümpfen (Swamp Water)
- 1943: Dies ist mein Land (This Land Is Mine)
- 1944: Salute to France (Kurzfilm)
- 1945: Der Mann aus dem Süden (The Southerner)
- 1946: Tagebuch einer Kammerzofe (The Diary of a Chambermaid)
- 1947: Die Frau am Strand (The Woman on the Beach)
- 1951: Der Strom (The River)
- 1952: Die goldene Karosse (La carrozza d‘oro)
- 1954: French Can Can (French Cancan)
- 1956: Weiße Margeriten (Elena et les Hommes)
- 1959: Das Frühstück im Grünen (Le Déjeuner sur l’Herbe)
- 1959: Das Testament des Dr. Cordelier (Le Testament du Docteur Cordelier)
- 1962: Der Korporal in der Schlinge (Le Caporal épinglé)
- 1970: Le Petit théâtre de Jean Renoir (Fernsehfilm)

## Schriften (Auswahl)
- Mein Vater Auguste Renoir (OT: Renoir). Diogenes, Zürich 1981, ISBN 3-257-22425-7. (Diogenes, 4. Auflage 2004, ISBN 978-3-257-22425-2.) Französisch: Pierre-Auguste Renoir, mon père. Gallimard 1999, ISBN 978-2-07-037292-8, (Taschenbuch).
- Mein Leben und meine Filme. (OT: Ma vie et mes films). Diogenes, Zürich 1992, ISBN 3-257-22452-4.

## Dokumentarfilm
- Jean Renoir, französische Filmlegende. (OT: Quand Jean devint Renoir.) Dokumentarfilm, Frankreich, 2017, 54:22 Min., Buch und Regie: Alexandre Moix, Produktion: arte France, Les Films d'ici, INA, Erstsendung: 30. April 2017 bei arte, Inhaltsangabe von ARD.